# Suchodol (Russia)
Suchodol (in russo  Суходол?) è un insediamento di tipo urbano del distretto Sergievskij, nell'oblast' di Samara, in Russia.
Si trova nel corso inferiore del fiume Surgut, sulla riva sinistra, circa 4,5 km a sud di Sergievsk e 100 km a nord-est di Samara. A sud del villaggio corre la strada M5 «Ural».